# Christmas Spirit... In My House
 (juillet 2017).
Si vous disposez d'ouvrages ou d'articles de référence ou si vous connaissez des sites web de qualité traitant du thème abordé ici, merci de compléter l'article en donnant les références utiles à sa vérifiabilité et en les liant à la section « Notes et références ».
Albums de Joey Ramone
Don't Worry About Me
(2002) ...Ya Know?
(2012)
Christmas Spirit... In My House est une chanson et un EP solo de Joey Ramone, chanteur américain et membre du groupe punk rock Ramones, sorti à titre posthume en 2002.

## Liste des titres
| 1.    | Christmas (Baby Please Come Home) (Titre inédit)                           | 3:26 |
| 2.    | Merry Christmas (I Don’t Want to Fight Tonight) (Version inédite)          | 4:26 |
| 3.    | Spirit in My House                                                         | 2:02 |
| 4.    | Don’t Worry About Me                                                       | 3:56 |
| 5.    | What a Wonderful World (reprise de Bob Thiele et George David Weiss, 1967) | 2:23 |
| 16:14 |                                                                            |      |

## Crédits

### Membres du groupe
- Joey Ramone : chant
- Andy Shernoff : basse, chœurs
- Daniel Rey : guitare, chœurs
- Joe McGinty : claviers
- Marky Ramone (invité) : batterie

### Équipes technique et production
- Production : Daniel Rey
- Ingénierie : Daniel Rey, Jon Marshall Smith
- Mastering : Howie Weinberg
- Mixage : Noah Simon, Jon Marshall Smith
- Design : Sean Mallinson